# États baltes sous la domination soviétique (1944–1991)
Les trois états baltes ont été sous la domination soviétique entre 1944 et 1991 à la suite de l’occupation allemande.
En 1945, la Seconde Guerre mondiale et l’occupation par l’Allemagne nazie prennent fin. La réoccupation et l'annexion par l'Union soviétique des pays baltes ont lieu par la suite, ces derniers deviennent alors des républiques fédérées constitutives de l'URSS : la RSS d'Estonie, la RSS de Lettonie et la RSS de Lituanie. Les trois pays restent sous la domination soviétique jusqu'à ce qu'ils retrouvent leur pleine indépendance en août 1991, quelques mois avant la dissolution de l'Union soviétique en décembre 1991.
L'occupation soviétique dans les États baltes conduit à des déportations massives vers d’autres régions de l’Union soviétique, afin de réprimer la résistance et d’affaiblir l’identité nationale. La migration massive en provenance d’autres régions de l’Union soviétique vers les États baltes a un effet similaire. L'Union soviétique exige également que les États baltes s'industrialisent pour maximiser l'économie soviétique, et tient également à isoler les États baltes de l'influence occidentale. La langue russe devient obligatoire dans les écoles et la liberté d'expression est restreinte au sein de la population. À la fin des années 1980, alors que Mikhaïl Gorbatchev est à la tête de l’Union soviétique, les États baltes prennent de nombreuses mesures pour tendre vers l’autonomie, et finalement vers l’indépendance.

## Soviétisation

### Résistance et déportations

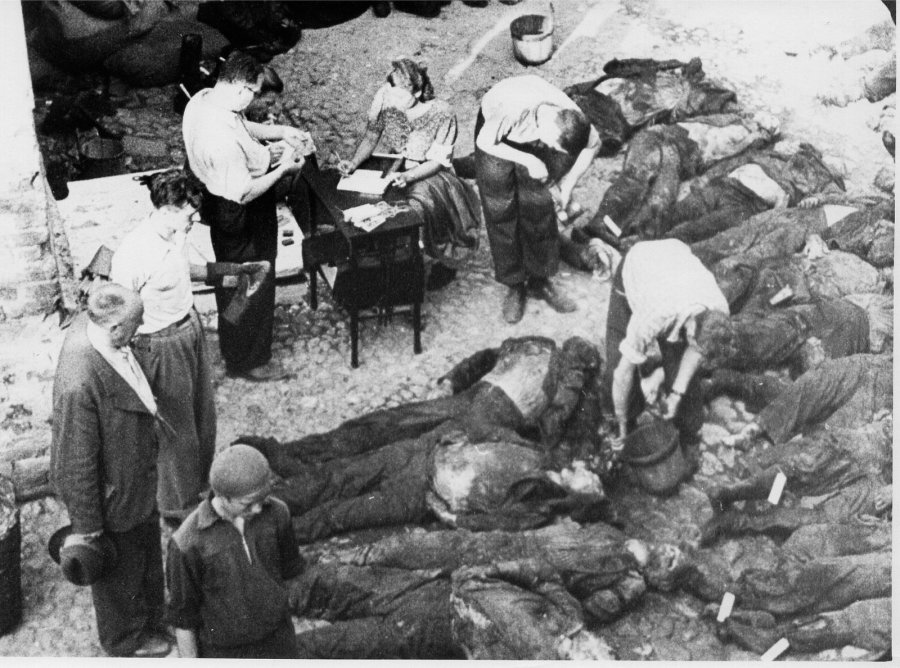
Victimes du NKVD soviétique à Tartu, en Estonie, en 1941.

Entre 1940 et 1987, l’Union soviétique mène un processus de soviétisation visant à affaiblir les identités nationales des peuples baltes,. Un facteur important dans cette tentative est l’industrialisation à grande échelle, puis les attaques directes contre la culture, la religion et la liberté d’expression. Les Soviétiques ont recours aux déportations massives pour éliminer la résistance.
Les partisans baltes résistent au pouvoir soviétique par la lutte armée pendant plusieurs années. Les frères de la forêt (en) en Estonie bénéficient du soutien matériel de la population locale. Les Soviétiques procèdent à des déportations dès 1940 et 1941, mais les déportations qui ont lieu entre 1944 et 1952 sont bien plus nombreuses. En mars 1949, le Conseil des ministres soviétique organise une déportation massive de 90 000 ressortissants baltes, qu’il qualifie d’ennemis du peuple, vers des régions inhospitalières de l’Union soviétique.

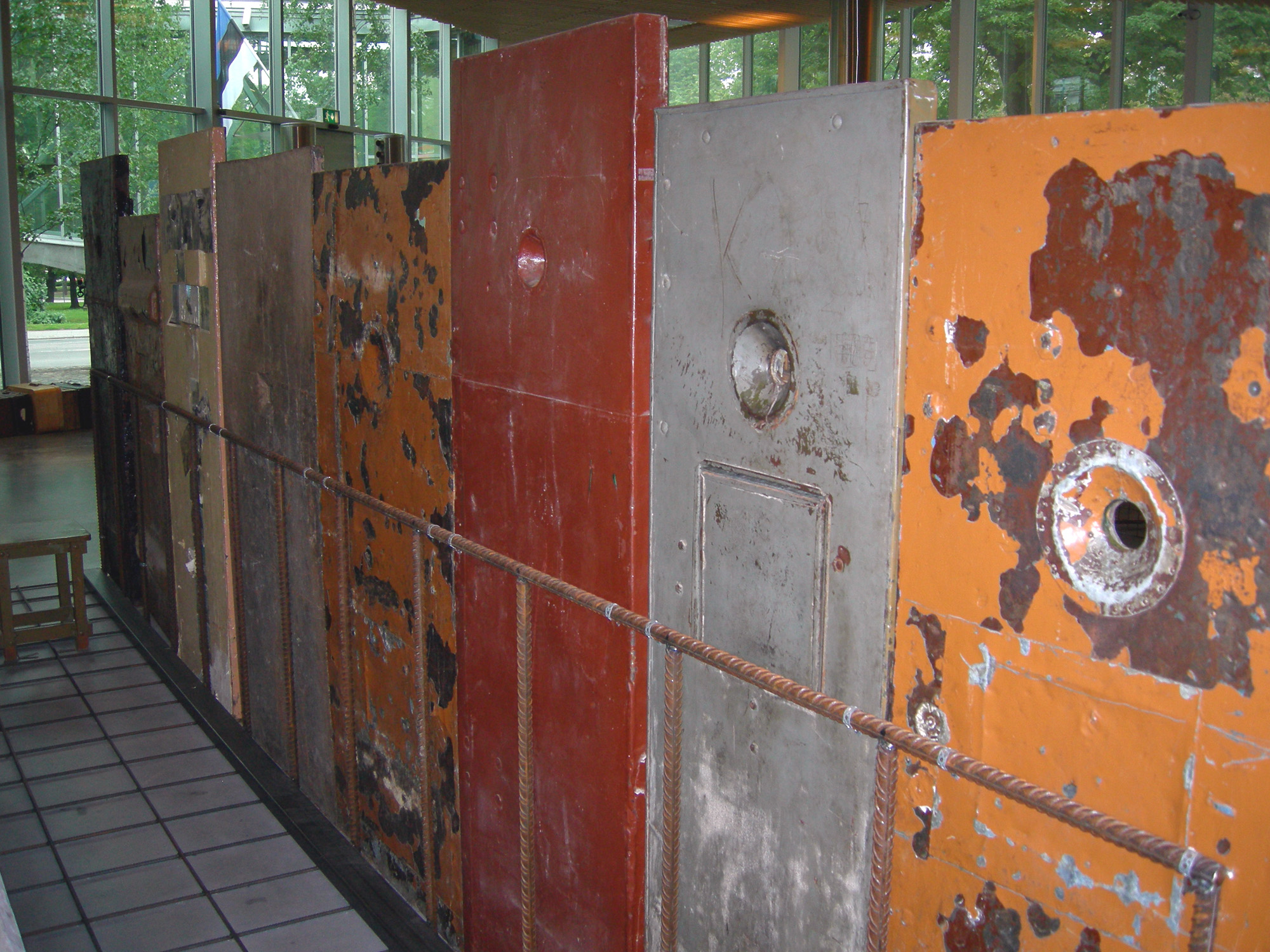
Portes de prison soviétiques exposées au Musée des Occupations de Tallinn.

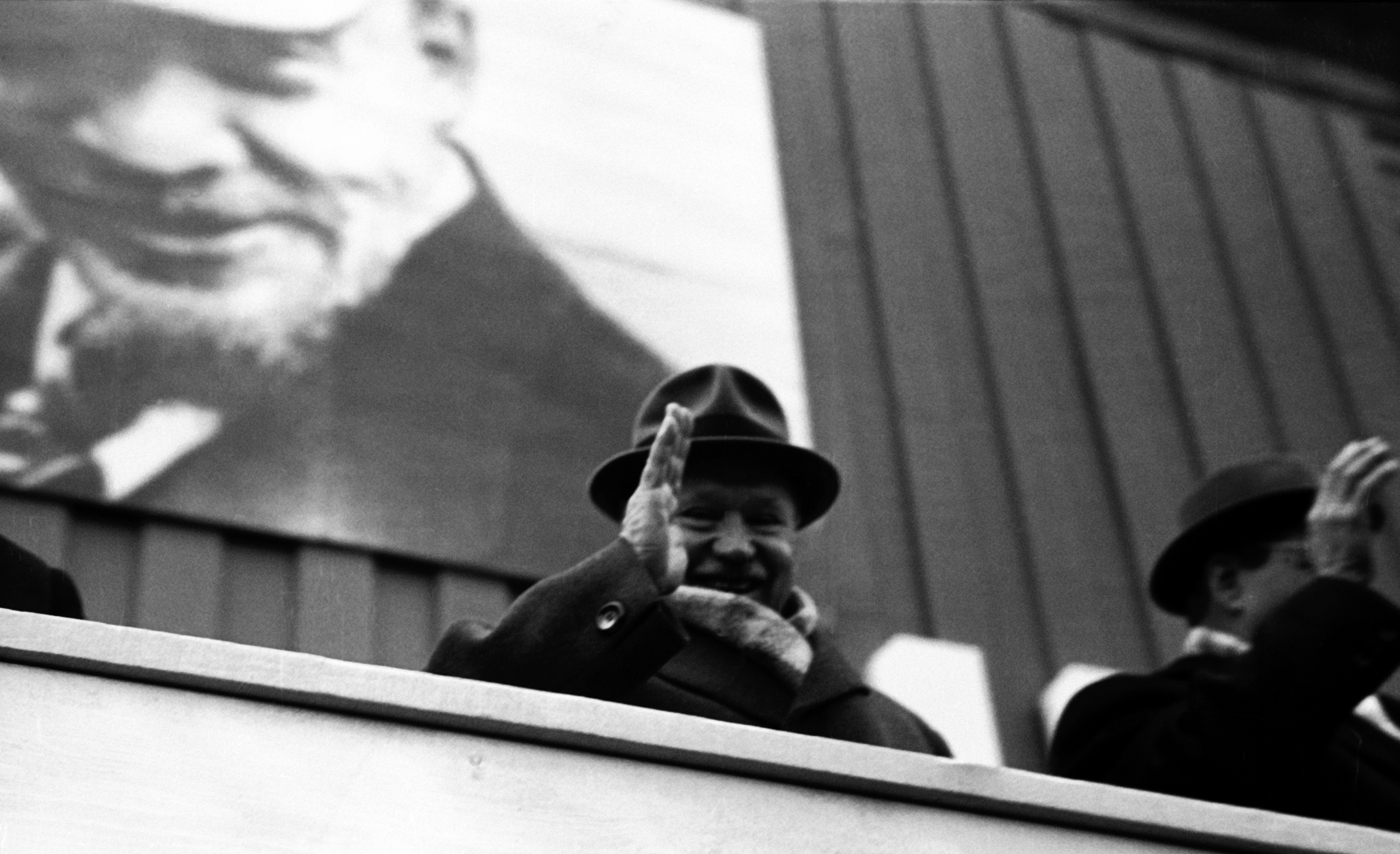
Antanas Sniečkus, chef du Parti communiste lituanien de 1940 à 1974.

Le nombre total de personnes déportées entre 1944 et 1955 est estimé à 124 000 en Estonie, 136 000 en Lettonie et 245 000 en Lituanie (en). Les déportés sont autorisés à revenir après le discours secret de Nikita Khrouchtchev en 1956, mais beaucoup ne survivent pas à leurs années en Sibérie. Un grand nombre d’habitants des pays baltes fuient vers l’ouest avant l’arrivée des forces soviétiques en 1944. Après la guerre, les Soviétiques établissent de nouvelles frontières pour les républiques baltes. La Lituanie gagne les régions de Vilnius et de Klaipeda, mais l'Estonie et la Lettonie ont cèdent certains territoires de l'Est à la RSFS russe. L'Estonie perd 5 % de son territoire d'avant-guerre et la Lettonie 2 %.

### Industrialisation et immigration
Les Soviétiques réalisent d'importants investissements en capitaux dans les ressources énergétiques et la fabrication de produits industriels et agricoles. L’objectif es d’intégrer l’économie balte dans la sphère économique soviétique plus large. Les plans industriels et les infrastructures de transport sont établis selon les normes soviétiques. Dans les trois républiques, l’industrie manufacturière se développe aux dépens d’autres secteurs, notamment l’agriculture et le logement. L'économie rurale souffre du manque d'investissements et de la collectivisation. Il faut dix ans pour compenser les pertes de logements dans les zones urbaines baltes endommagées pendant la guerre. Les nouvelles constructions sont souvent de mauvaise qualité et les immigrants de souche russe sont favorisés en matière de logement.
L’Estonie et la Lettonie accueillent une migration à grande échelle de travailleurs industriels en provenance d’autres régions de l’Union soviétique, ce qui modifie radicalement leur démographie. La Lituanie accueille également des immigrants, mais dans une moindre mesure. Les Estoniens de souche représentent 88 % de la population avant la guerre, en 1970, ce chiffre tombe à 60. Les Lettons de souche représentent quant à eux 75 % avant la guerre, mais le chiffre tombe à 56,8 en 1970, et à 52 en 1989.
En revanche, en Lituanie, la baisse est elle de 4 %. Il y a tout de même des différences entre les Russes de souche, les personnes qui quittent la Russie avant l'annexion de 1940 et connaissent la langue locale sont appelées "Russes locaux", car elles entretiennent de meilleures relations avec la population locale que celles qui se sont installées plus tard.
Les communistes baltes soutiennent et participent à la révolution d’octobre 1917 en Russie. Cependant, beaucoup d’entre eux meurent lors des Grandes Purges des années 1930. Les nouveaux régimes de 1944 sont constitués de communistes indigènes établis qui ont combattu dans l’Armée rouge. Cependant, les Soviétiques font également venir des Russes de souche pour occuper des postes politiques, administratifs et de direction. Le poste important de deuxième secrétaire du parti communiste local est presque toujours occupé par un Russe de souche ou un membre d'une autre nationalité slave.

## Vie quotidienne

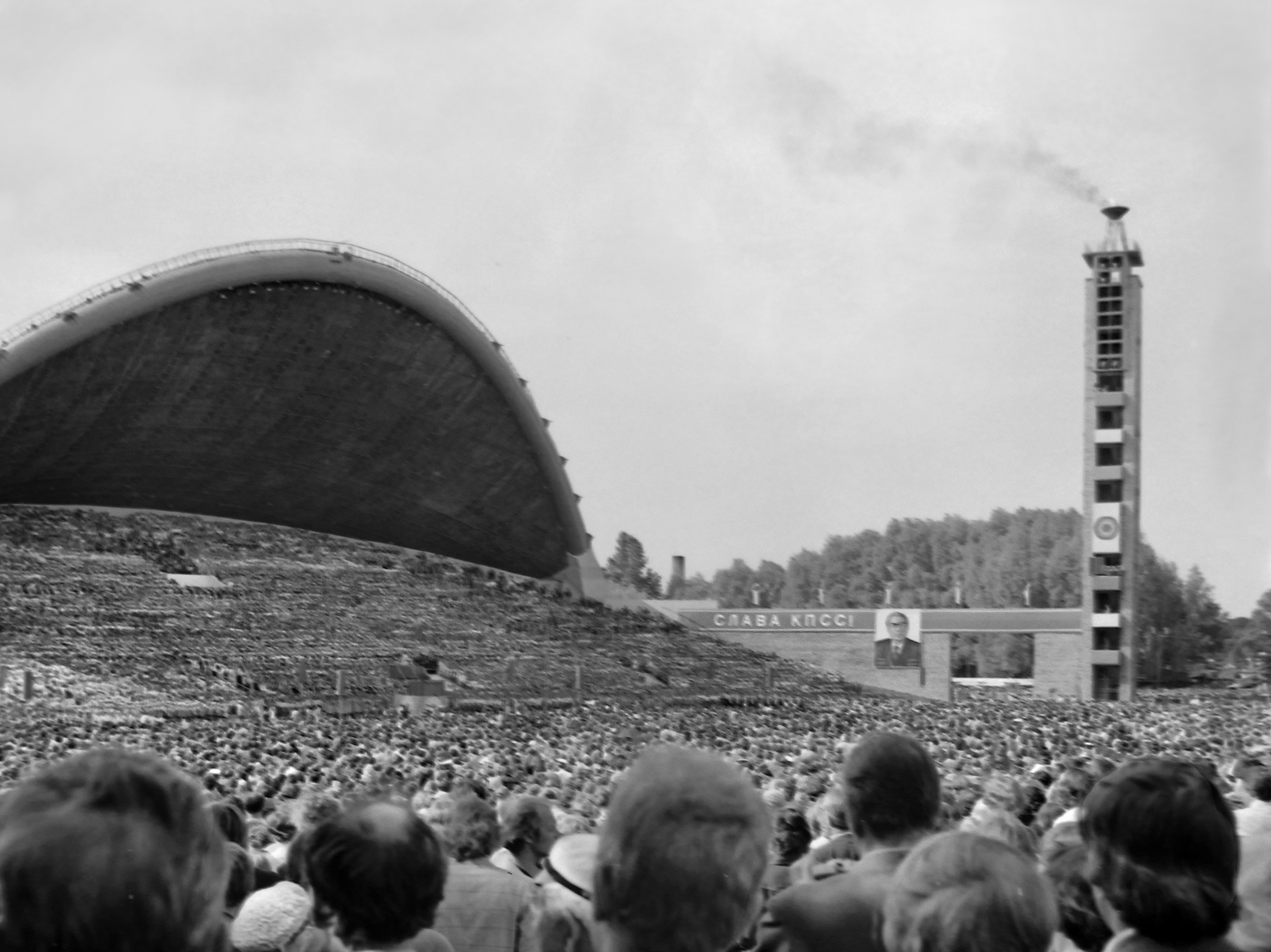
Festival de la chanson estonienne à Tallinn en 1980.

Les républiques baltes sont largement isolées du monde extérieur entre la fin des années 40 et le milieu des années 80. Les Soviétiques sont vigilants concernant la zone baltique non seulement en raison de préoccupations quant à sa loyauté, mais également en raison d'un certain nombre d'installations militaires qui y sont situées en raison de sa proximité avec plusieurs États scandinaves hors bloc de l'Est, notamment des centres de surveillance et une base sous-marine.
À la fin des années 1960, les mouvements démocratiques soviétiques trouvent le soutien des intellectuels baltes. L'Union soviétique signe les accords d'Helsinki et l'année suivante, un groupe de surveillance est fondé en Lituanie et produit des publications dissidentes dans les années 1970 et 1980. Le nationalisme et la religion inspire les gens à organiser des manifestations à petite échelle et à mener des activités clandestines. Le Parlement européen adopte une résolution soutenant la cause balte en 1982.
L’Union soviétique maintient la diversité ethnique, mais d’un autre côté elle s’efforce d’imposer l’uniformité. Une nouvelle vague de russification ciblant le système éducatif commence à la fin des années 1970, tentant de créer une identité nationale soviétique. L'éducation des enfants baltes se fait dans leur langue maternelle, mais la langue russe est obligatoire. En outre, les autorités soviétiques limitent la liberté d’expression dans la littérature et les arts visuels.
Les festivals estoniens de la Chanson restent un moyen vital et semi-secret d’expression nationale. Néanmoins, la vie intellectuelle et la recherche scientifique sont menées selon les normes soviétiques. Cependant, après 1975, les problèmes s'accroissent : pénuries de produits de consommation et de produits alimentaires, problèmes sociaux, immigration incontrôlée et dommages à l'environnement. Dans les années 1980, des tensions sociales et politiques règnent tant au sein des républiques baltes, qu’entre celles-ci et Moscou.

## Route vers l'indépendance

### Réformes soviétiques
L’ère de stagnation provoque la crise du système soviétique et les réformes ne peuvent plus être ignorées ou retardées. Le nouveau dirigeant soviétique, Mikhaïl Gorbatchev, arrive au pouvoir en 1985 et répond par la glasnost et la perestroïka. Il y a des tentatives de réforme du système soviétique par le haut pour éviter une révolution par le bas. Les réformes ne tiennent pas compte du fait que l’URSS est maintenue par la force militaire qui réprime toutes les formes de nationalisme. La Glasnost libère des sentiments de nationalisme de longue date dans les républiques baltes, dans un développement connu sous le nom de Révolution chantante. Les premières grandes manifestations contre le système ont lieu à Riga en novembre 1986 et au printemps suivant à Tallinn. De petites manifestations réussies encouragent des personnalités clés et, à la fin de 1988, l'aile réformatrice acquiert une position décisive dans les républiques baltes.
Dans le même temps, des coalitions de forces réformistes et populistes se rassemblent en Fronts populaires. Ces forces se concentrent principalement sur les appels à l’autonomie plutôt qu’à l’indépendance. Le Soviet suprême de la république socialiste soviétique d'Estonie fait de l'estonien la langue officielle en janvier 1989, et une législation similaire est adoptée en Lettonie et en Lituanie peu après. Ensuite, les républiques baltes déclarent leur souveraineté : en novembre 1988 en Estonie, en mai 1989 en Lituanie et en juillet 1989 en Lettonie. Le Soviet suprême estonien se réserve le droit d'opposer son veto aux lois du Soviet suprême de l'Union soviétique. Le Soviet suprême de Lituanie (en) évoque même le passé indépendant de la Lituanie et son annexion illégale à l'Union soviétique en 1940. Le Soviet suprême de la RSS de Lettonie (en) se montre plus prudent. Le présidium du Soviet suprême de l'Union soviétique condamne la législation estonienne comme étant inconstitutionnelle.

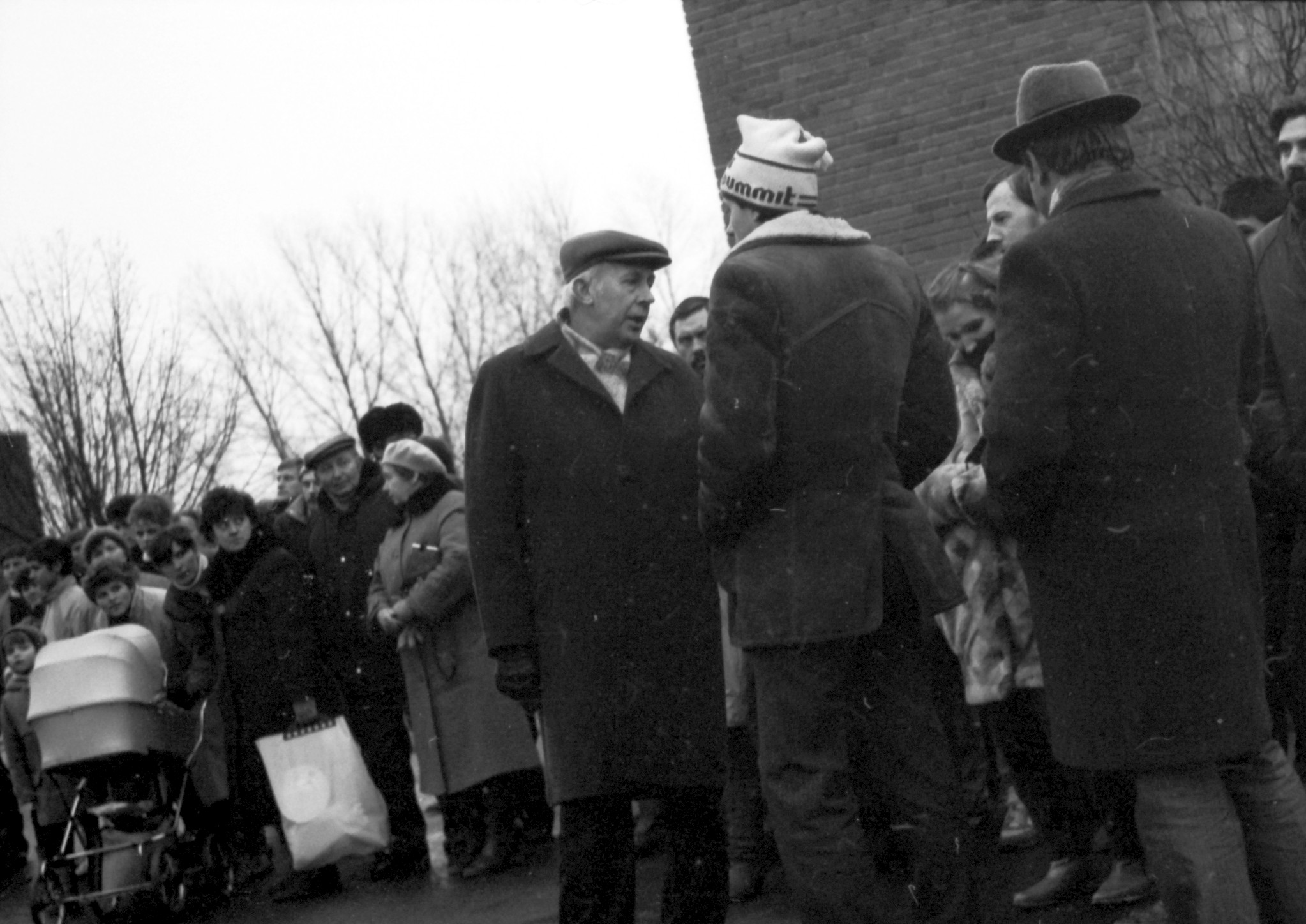
Le chef du KGB en Lituanie, Eduardas Eismuntas (au centre, portant une casquette) se dispute avec des manifestants lituaniens en janvier 1990.

Les premières élections au Soviet suprême ont lieu en mars 1989. Il n’existe encore qu’un seul parti communiste légal, mais la possibilité de choisir plusieurs candidats encourage les fronts populaires et d’autres groupes à diffuser leur propre message électoral. Le Parti communiste des trois républiques baltes est divisé selon des lignes nationalistes et les dirigeants politiques répondent de plus en plus au peuple plutôt qu’au parti. La plus grande manifestation est la Voie Balte en août 1989, où les gens protestent à l'occasion du cinquantième anniversaire du traité Molotov-Ribbentrop au moyen d'une chaîne humaine reliant les trois républiques. Pourtant, en 1990, il n’y a pas encore d’appels à l’indépendance politique mais des revendications d’indépendance économique vis-à-vis de Moscou.

### Restauration de l'indépendance

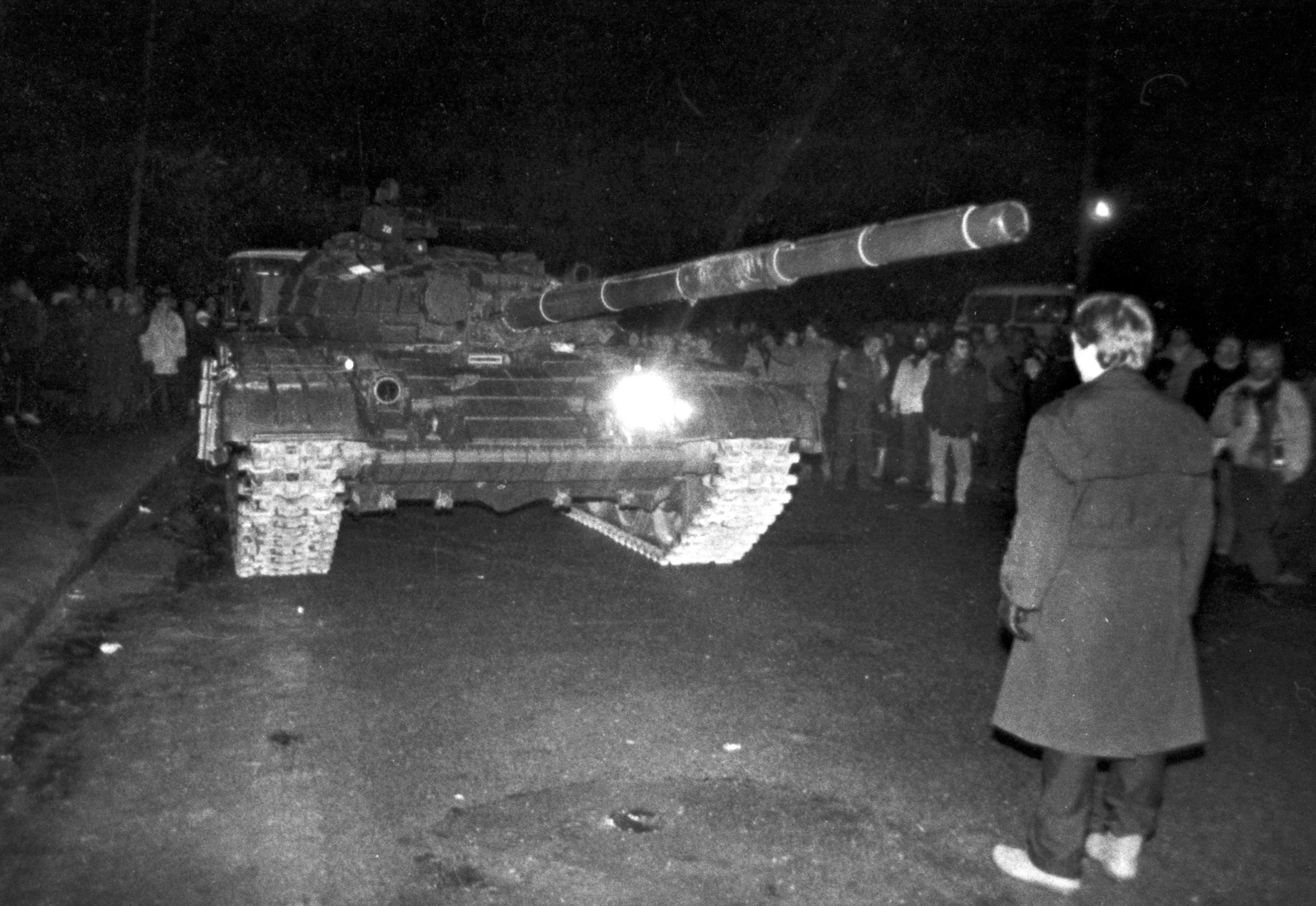
Citoyen lituanien non armé debout contre un char soviétique lors des événements de janvier.

En février 1990, les élections au Soviet suprême lituanien (en) permettent aux nationalistes indépendantistes soutenus par le Sąjūdis d'obtenir une majorité de deux tiers. Le 11 mars 1990, le Soviet suprême de Lituanie (en) déclare l'indépendance de la Lituanie. En conséquence, les Soviétiques imposent un blocus (en) le 17 avril. La Lettonie et l'Estonie, qui comptent d'importantes minorités russes, sont en retard dans ce processus.
Dans le même temps, les Fronts populaires augmentent la pression en Lettonie et en Estonie, alors que le mouvement des comités citoyens se prépare à des élections totalement non soviétiques qui doivent avoir lieu au même moment ou presque des élections au Soviet suprême. Ils comprennent que l’indépendance ne pourra jamais être restaurée légalement par les organes des puissances occupantes. Les candidats indépendantistes obtiennent une majorité écrasante aux élections au Soviet suprême de mars 1990. Le 30 mars 1990, le Soviet suprême estonien déclare son indépendance. En particulier, il déclare illégale l’annexion de 1940 et entame la transition vers une république d’Estonie indépendante. Le 4 mai 1990, le Soviet suprême de Lettonie (en) fait une déclaration similaire.
Le 12 mai 1990, les dirigeants des républiques baltes signent une déclaration commune renouvelant l'Entente baltique de 1934. À la mi-juin, après l'échec du blocus économique de la Lituanie (en), les Soviétiques entament des négociations avec la Lituanie et les deux autres républiques baltes à condition qu'ils acceptent de geler leurs déclarations d'indépendance. Les Soviétiques sont confrontés à un défi plus important ailleurs, avec la proclamation de la souveraineté (en) de la république fédérale de Russie en juin.
Simultanément, les républiques baltes commencent également à négocier directement avec la république socialiste fédérative soviétique de Russie (RSFSR). À l'automne 1990, ils établissent une frontière douanière entre les États baltes, la RSFSR et la RSS de Biélorussie. Après l'échec des négociations, les Soviétiques font une tentative spectaculaire pour sortir de l'impasse et envoient des troupes en Lituanie et en Lettonie (en) en janvier 1991. Les tentatives échouent, des dizaines de civils sont tués et les troupes soviétiques décident de battre en retraite.
En août 1991, les membres les plus radicaux du gouvernement soviétique tentent de prendre le contrôle de l’Union soviétique. Au lendemain du coup d'État du 21 août, les Estoniens proclament leur indépendance. Peu de temps après, les parachutistes soviétiques s'emparent de la tour de télévision de Tallinn. Le parlement letton fait une déclaration similaire le même jour. Le coup d’État échoue mais l’effondrement de l’Union soviétique est devenu inévitable. Le 28 août, la Communauté européenne se félicite du rétablissement de la souveraineté et de l'indépendance des États baltes.
L'Union soviétique reconnaît l'indépendance des pays baltes le 6 septembre 1991. Les troupes russes y restent pendant trois années supplémentaires, Boris Eltsine ayant lié la question des minorités russes au retrait des troupes. La Lituanie est la première à voir les troupes russes se retirer de son territoire en août 1993. Le 26 juillet 1994, les troupes russes se retirent d'Estonie et le 31 août 1994, les troupes russes se retirent de Lettonie.
La fédération de Russie met fin à sa présence militaire en Estonie après avoir renoncé au contrôle des installations nucléaires de Paldiski le 26 septembre 1995, et en Lettonie après que Skrunda-1 ait suspendu ses opérations le 31 août 1998. Le dernier soldat russe quitté Skrunda-1 en octobre 1999, marquant ainsi la fin symbolique de la présence militaire russe sur le sol des pays baltes,.